# Letteratura galiziana risorgimentale
Nell'ambito della storia della letteratura galiziana, con il termine Risorgimento (in galiziano Rexurdimento) si intende un movimento sociale, letterario e intellettuale, localizzato nel tempo nella seconda metà del XIX secolo. Questo periodo della letteratura gallega avrebbe visto il suo inizio nel 1863, con la pubblicazione del libro di poesie di Rosalía de Castro, Cantares Gallegos. La sua fine potrebbe essere situata nel decennio 1880-1890.
Quando parliamo del "risorgimento letterario galiziano", ci stiamo riferendo soprattutto a un movimento poetico, dato che la prosa e il teatro vi parteciperanno molto più tardi. 

## Contesto storico e culturale

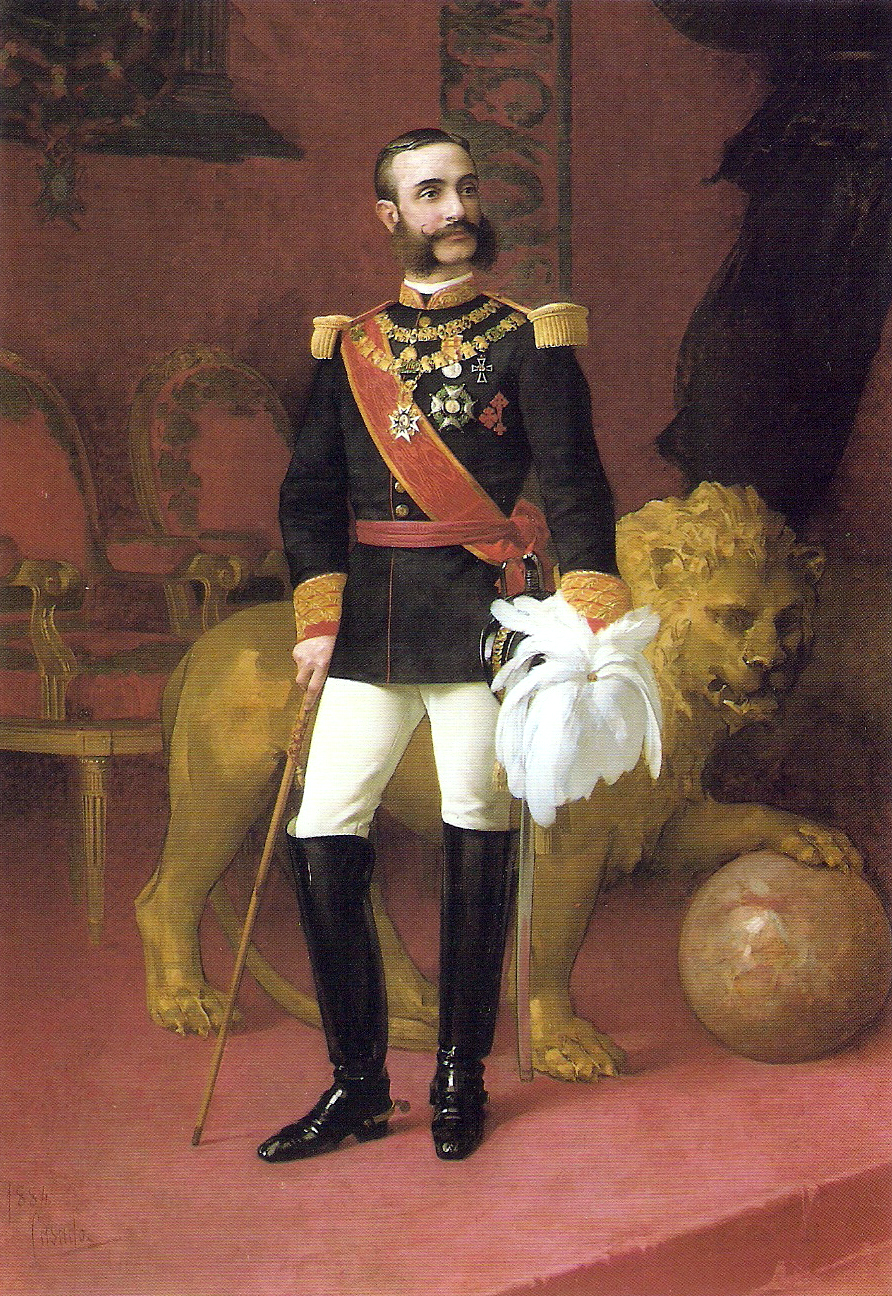
Con Alfonso XII ritornano a regnare i Borboni

Il Rexurdimento, come seconda fase del Prerrexurmento, sorge per influenza dell'ideale romantico, il quale penetra con ritardo in Galizia. Frutto delle idee derivate dal romanticismo e dalla rivoluzione francese, per tutta l'Europa si estenderà un sentimento di affermazione nazionale, che  culminerà nell'indipendenza dei paesi come Grecia, Belgio o Polonia (anche se l'indipendenza di quest'ultimo Stato fu molto breve). In territori come l'Occitania o la stessa Galizia, però, questa corrente si trovava al suo inizio unicamente nella rivendicazione e difesa delle rispettive lingue e culture.
Solo cinque anni dopo la pubblicazione di Cantares Gallegos (1863), di Rosalía de Castro, ebbe luogo in Spagna la Rivoluzione Liberale del 1868, che culminò nell'esilio in Francia della regina Isabella II. Ed è questo un momento di grande agitazione politica. Nel 1869, i repubblicani federali di Galizia e Asturie firmano il Patto di La Coruña e, nel 1872 si verifica a Ferrol un sollevamento repubblicano. Nel 1870, Amedeo di Savoia sale al trono di Spagna, ma abdicherà nel 1873. 
Di fatto, la proclamazione della Prima Repubblica ebbe luogo nel 1873, ma durerà solo alcuni mesi (precisamente undici). Nel 1874, il pronunciamento del generale Martínez Campos causerà la restaurazione borbonica e il conseguimento della corona da parte di Alfonso XII (guidato dal conservatore Cánovas del Castillo). 

Per quanto concerne il galizianismo (fondamentale nello sviluppo letterario del Rexurdimento), dobbiamo dire che il Provincialismo del decennio 1840-1850 finirà per cedere il passo al Regionalismo, antecedente diretto del Nazionalismo. E diciamo poi che il Regionalismo fu fondamentale in quest'epoca per lo sviluppo della letteratura galiziana, non solo perché questa fu coltivata perlopiù dai regionalisti o persone vincolate a questo movimento, ma anche perché fu proprio l'ideale regionalista quello che favorì l'ambiente necessario per il suo sviluppo. Inoltre, la letteratura viene a convertirsi nello strumento idoneo per porre fine alla nobilitazione della lingua e del paese che perseguivano i regionalisti.
D'altra parte, in quest'epoca prolifereranno gli Xogos Florais per tutto il territorio galiziano, i quali saranno di vitale importanza per il progresso del movimento letterario di cui ci occupiamo in questo articolo. 
Bisogna rilevare, infine, il fatto che si verifica in questo periodo allorché sorgono i primi studi storiografici sulla Galizia (tra i quali i lavori di Benito Vicetto e quelli di Manuel Murguía). A partire da questo momento (e soprattutto a partire da Manuel Murguía), sorgerà il movimento del celtismo, il quale sommerge e condiziona fortemente la poesia di Eduardo Pondal.

## La poesia delRexurdimento
Quando parliamo della letteratura del Rexurdimento, ci riferiamo principalmente alla poesia, per il fatto che esso è un movimento fondamentalmente lirico, in quanto sia la narrativa che il teatro galiziano fioriranno a partire dal decennio 1880-1890 (dalla fine del Rexurdimento e l'inizio del periodo intersecolare). Questi due generi, dunque, vivranno la loro (ri)nascita con quasi venti anni di ritardo rispetto alla poesia. 
A causa delle caratteristiche del genere, i regionalisti consideravano quello lirico come il più idoeno per la "letteraturizzazione" e la nobilitazione della lingua.
In genere, si tendeva a dire che gli autori del Rexurdimento partino completamente da zero, carenti di una tradizione letteraria colta, e con radici nella letteratura popolare (l'unica tradizione che avrebbero conosciuto questi poeti). Ma, in realtà, la faccenda è moltio più sfumata. Sebbene senza alcun dubbio gli scrittori del Rexurdimento non conoscessero la lirica profana trovadorica e la maggior parte della prosa medievale, conoscevano però la lirica religiosa e quella galego-castigliana. Di fatto, uno degli argomenti più utilizzati tra i regionalisti (soprattutto da Manuel Murguía) per difendere la validità letteraria (e non solo) della lingua galiziana era quello di ricordare il fatto che nella loro lingua componeva Alfonso X (uno dei più prestigiosi re castigliani) o Macías "O Namorado" (poeta galiziano, una delle figure più importanti della lirica galiziano-castigliana).

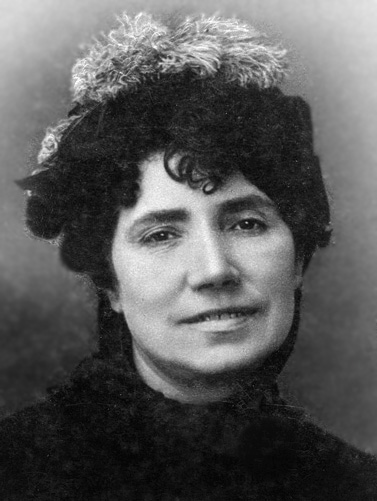
Con Rosalía de Castro inizia a tutti gli effetti il Rexurdimento

E, d'altra parte, se i poeti del Rexurdimento fanno uso della letteratura popolare per creare i loro testi,  questo non è altro che un effetto dell'ideale romantico. Secondo il Romanticismo (e questo concetto è seguito e promosso da Manuel Murguía), la letteratura (e non solo) dovrebbe raccogliere in sé il Volkgaist, ovvero lo "spirito del popolo". Dovrebbe essere una letteratura fatta per il popolo e che trae origine dal popolo; da qui si può desumere il gusto popolarizzante di questi poeti. Per questo motivo, molti degli autori di questa epoca si dedicheranno a raccogliere racconti e canzoni (cantares) popolari (Xosé Pérez Ballesteros, Uxío Carré Aldao, ...)
E dalla letteratura popolare avrà origine, in particolare, il libro con cui inizia questa fase del Rexurdimento: i Cantares Gallegos (1863), di Rosalía de Castro. Questo libro di poesie sarà la prima opera del XIX secolo scritta integralmente in lingua galiziana, da qui la sua importanza, senza contare il fatto che le sue composizioni poetiche incluse nel libro possiedono una grande qualità lirica. Diciamo che si tratta di un libro che trae origine dalla poesia popolare, poiché questa sarà la "base" delle poesie che lo compongono. Rosalía de Castro, per la loro elaborazione, si basò sui versi delle canzoni (cantares) popolari galiziani (da qui il titolo), le quali appariranno glossate. Rosalía, comunque, non fu una collezionista di cántigas (come Pérez Ballesteros), ma a partire da questi cantares viene ad elaborare composizioni completamente originali. 
I Cantares Gallegos non furono soltanto un libro di poesie di alto livello, ma nel complesso anche una difesa della Galizia e della sua lingua, espressa in forma chiara nel prologo dell'opera. Questi due fattori spiegano il perché l'opera (al di là della poesia conosciuta come Castellanos de Castilla) avesse provocato polemiche sia fuori dai confini galiziani che tra i settori interni conservatori.
Nasceva in questo modo il Rexurdimento'. Nel 1875 Valentín Lamas Carvajal pubblica le sue Dez Cartas ôs Gallegos e Espiñas, Follas e Froles. Nel 1877 Manuel Curros Enríquez vince un certame letterario a Ourense con tre poesie che fecero la storia della letteratura galiziana e formarono successivamente parte delle Aires da Miña Terra (1880). Inoltre, Eduardo Pondal nel 1877 pubblicherà l'opera bilingue Rumores de los Pinos, chiaro saggio per Queixumes dos Pinos (1886), e nel 1880 Rosalía de Castro dà alla stampa (dopo vari tentativi) il libro di poesie più letto del Rexurdimento: Follas Novas.

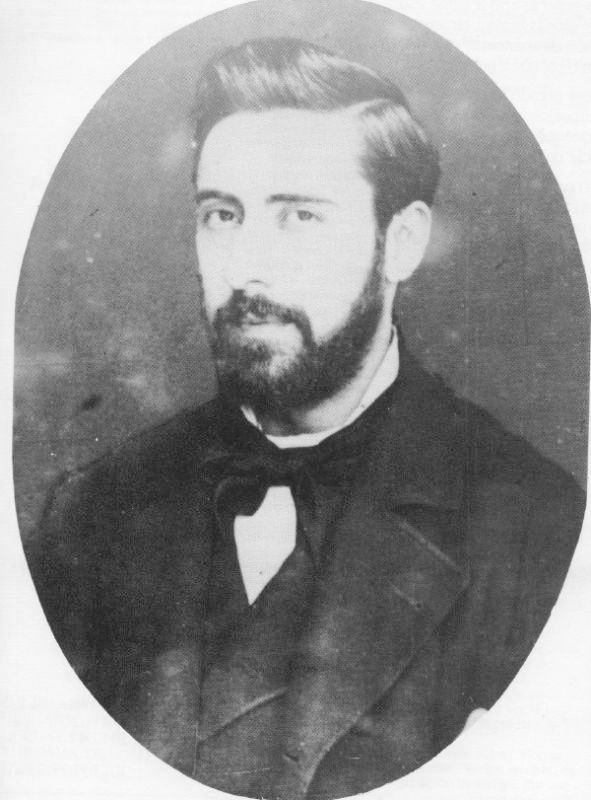
Ritratto di Manuel Curros Enríquez

La poesia galiziana annovera in questa fase tre grandi maestri, vale a dire: Rosalía de Castro, Manuel Curros Enríquez e Eduardo Pondal, ai quali si potrebbe aggiungere Valentín Lamas Carvajal. Parliamo di grandi maestri del Rexurdimento perché saranno questi poeti coloro che influenzeranno il resto degli scrittori sia di questa epoca che dei periodi successivi. Per di più, il successo di questi quattro autori tra i loro contemporanei (ad eccezione forse di Pondal, apprezzato tra gli intellettuali, ma con scarso successo popolare) arrivò fino al punto che molte delle loro poesie vennero musicate dai più famosi compositori galiziani (Xan Montes, Xosé Baldomir, Xosé Castro "Chané", Pascual Veiga...).
In questo periodo del Rexurdimento, inoltre, sorgerà la necessità della revisione (e creazione) dei miti galiziani, con la finalità di creare un immaginario specifico per la Galizia, e la poesia e la storiografia, in particolare, risulteranno adatte a questo scopo. Così, Manuel Murguía, come detto sopra, diffuse l'idea in base alla quale l'origine etnica del popolo galiziano trarrebbe origine dai celti, antichi abitanti del territorio galiziano. Questa corrente ricevette il nome di celtismo, e sarà difesa dagli intellettuali della Cova Céltica. Ciò sarà determinante per la letteratura, in quanto la stessa poesia di Eduardo Pondal sarà segnata profondamente dal celtismo, sebbene questo celtismo fosse stato influenzato dall'ossianismo di James Macpherson e anche da una certa tendenza ellenizzante, derivata dalla formazione classica di Pondal.

Si doveva, comunque, elaborare il grande canto epico galiziano, la sua grande epopea, e questo impegno, in teoria, dovette assolvere Eduardo Pondal. Questo scrittore è, dunque, l'autore di Os Eoas, canto epico i cui si narra la scoperta dell'America, e che sarebbe stato ispirato da opere come Os Lusíadas di Luís de Camões o la Gerusalemme Liberata di Torquato Tasso. Ad ogni modo, quest'opera rimase inconclusa e non ebbe un'edizione definitiva fino al 2005. 

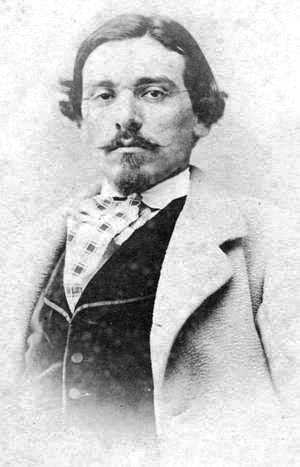
Eduardo Pondal

Per questo motivo, sarà necessario attendere fino al periodo intersecolare affinché la Galizia abbia il suo primo canto epico "completo", e questo non sarà altro che Os Calaicos (1895) di Florencio Vaamonde Lores.
Infine, è necessario fare un accenno ai poeti del Rexurdimento. Secondo Ricardo Carvalho Calero, nella sua Historia da Literatura Galega Contemporánea del 1963, gli autori di questa epoca possono  dividersi in due gruppi:
- Diadochi: sono i poeti più vicini ai tre grandi maestri del Rexurdimento, per essere stati "compagni di età" di Rosalía de Castro, Manuel Curros Enríquez e Eduardo Pondal, e per aver pubblicato le loro opere più o meno nello stesso periodo. Carvalho in persona riconosce che si tratta di un "criterio flessibile", sebbene la data di nascita di Eduardo Pondal (1835) precede di sedici anni quella di Manuel Curros Enríquez (1851), e l'evento della morte di Rosalía de Castro (1885) ebbe luogo ventidue anni prima di quella del poeta di Ponteceso (1917). Alcuni di questi diadochi sono: Galo Salinas, Xoán Cuveiro Piñol, Emilio Álvarez Giménez...

- Epigoni: sono gli scrittori che non hanno aggiunto nulla di essenziale all'opera poetica (temi, stile, ...) di Rosalía de Castro, Manuel Curros Enríquez e Eduardo Pondal. Si tratta di autori nati tra il 1860 e il 1870, tra i quali citiamo: Manuel Lugrís Freire, Manuel Lago González, Francisco Álvarez de Nóvoa, ...

## La prosa e il teatro delRexurdimento

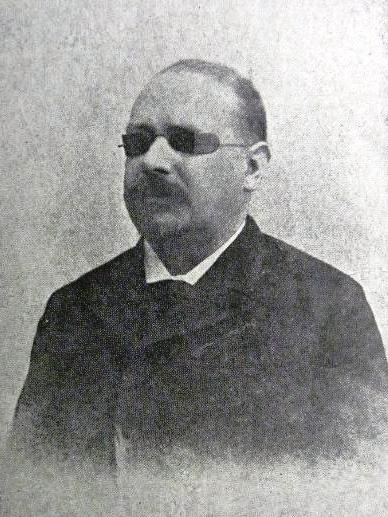
Valentín Lamas Carvajal fondò il primo settimanale in lingua galiziana

Come abbiamo detto, questi due generi vengono a far parte di questo movimento piuttosto tardi o, il che è lo stesso, nascono quando il Rexurdimento sta dando i suoi ultimi passi. Infatti, sembra più appropriato parlare del "rexurdimento della prosa" piuttosto che la "prosa del Rexurdimento". Per quel che riguarda il teatro, questo presenta una particolarità essenziale rispetto alla poesia e alla prosa. In quest'epoca sorgerà, a partire dal 1882, il teatro galiziano delle minoranze, anche se anteriormente già ne esisteva uno di matrice popolare, procedente dai Séculos Escuros (vedi letteratura galiziana dei secoli bui) e mai interrotto. Infatti,  subirà una specie di crisi solo a partire dal 1867. In questo anno, come ha osservato Manuel Fernández Vieites, il governatore di La Coruña pubblica nel Boletín da Provincia un decreto regio di Isabella II in cui si proibiva di mettere in scena opere scritte in altra lingua diversa dallo spagnolo, o tuttalpiù dovevano essere almeno bilingue. Ciò nonostante, autori come Laura Tato Fontaíña rilevano che questo fatto ebbe in effetti poche ripercussioni sul teatro popolare, il quale continuò ad esistere fino alla fine del XIX secolo.
A causa di questa comparsa tardiva della prosa e dell'arte drammatica teatrale, e allo sfasamento temporale di questi due generi rispetto alla poesia, consideriamo opportuno trattare la prosa e il teatro di fine XIX secolo all'interno della letteratura galiziana del periodo intersecolare. 